# William Walton
Sir William Turner Walton OM (* 29. März 1902 in Oldham, Lancashire; † 8. März 1983 in Forio auf Ischia) war ein englischer Komponist und Dirigent.

## Leben
Walton war der Sohn des Chorleiters und Gesangslehrers Charles Walton und der Sängerin Louisa, geborene Turner. Er zeigte als Kind trotz Klavier- und Violinstunden kein besonderes Interesse an der Musik, verfügte aber über eine schöne Stimme und wurde daher mit zehn Jahren Chorknabe an der Christ Church Cathedral in Oxford. Nun entwickelte er sich musikalisch und komponierte bereits ab 1914 seine ersten Werke, hauptsächlich Chor- und Orgelmusik. Er studierte auch in Oxford, ohne jedoch einen akademischen Grad zu erwerben.
Ab 1920 lebte er in Chelsea bei Osbert und Sacheverell Sitwell, die ihm ein freies Komponieren genauso ermöglichten wie bald darauf einige andere Gönner. 1923 erschien Façade, ein Werk nach 21 experimentellen Gedichten von Edith Sitwell, das Waltons Ruf als „Enfant terrible“ begründete. Doch bereits in seinem Violakonzert, bei dessen Uraufführung 1929 Paul Hindemith den Solopart spielte, waren neoromantische Einflüsse in seiner modernen Tonsprache zu spüren, die im Laufe der Jahre immer dominanter wurden.
1931 erklang beim Leeds Festival das erste Mal Belshazzar’s Feast, eines der wichtigsten englischen Chorwerke des 20. Jahrhunderts. Ab 1934 begann Walton, auf Initiative des Regisseurs Paul Czinner, auch als Filmkomponist zu arbeiten, und erhielt nun erstmals geregelte Einkünfte. Der Krönungsmarsch Crown Imperial zur Inthronisation von König George VI. 1937 festigte seine Stellung als etablierter britischer Tonkünstler, eindrucksvoll bestätigt durch seine erste Sinfonie, die nach langer Entstehungszeit 1935 erstmals komplett aufgeführt wurde. So entstand sein Violinkonzert (1939) als Auftragsarbeit für den berühmten Violinisten Jascha Heifetz, dem 1957 ein Auftrag von Gregor Piatigorsky für ein Cellokonzert folgte. 1947 wurde ihm als einem der ersten nach dem Zweiten Weltkrieg die Goldmedaille der Royal Philharmonic Society verliehen.
1948 heiratete Walton die junge Argentinierin Susana Gil (* 30. August 1926 in Buenos Aires; † 21. März 2010 Ischia) und zog mit ihr nach Ischia, wo sie das Anwesen mit dem Park La Mortella schufen, auf dem Walton auch beigesetzt wurde. Er wandte sich nach dem Zweiten Weltkrieg zunächst der Kammermusik zu und komponierte ein Streichquartett in a-moll (1947) und eine Violinsonate (1949). Anschließend schrieb er seine erste Oper Troilus and Cressida auf ein Libretto von Christopher Hassall (nach Geoffrey Chaucer, nicht nach Shakespeare); sie hatte 1954 im Royal Opera House Covent Garden Premiere. 1951 wurde Walton von König George VI. als Knight Bachelor zum Ritter geschlagen. Neben seiner Dirigententätigkeit komponierte Walton nun hauptsächlich noch auftragsbezogen. Die wichtigsten Werke dieser Jahre sind seine zweite Sinfonie (1960), die Variationen über ein Thema von Hindemith (1963) und die zweite Oper The Bear (1967; Libretto: Paul Dehn, nach Tschechow). Walton war zeitlebens ein langsam schaffender Komponist und hinterließ ein relativ schmales Œuvre, doch befinden sich darunter sehr viele herausragende Werke.
Am 20. November 1967 wurde Walton in Anerkennung seiner Verdienste um die Musik durch Königin Elisabeth II. in den prestigereichen Order of Merit aufgenommen, dessen reguläre Mitgliedschaft auf nur 24 Personen begrenzt ist.
In den 1970er Jahren ließ Walton sich vom Gitarristen Julian Bream inspirieren, für dieses Instrument zu schreiben. Aus reger Zusammenarbeit mit dem Ausführenden entstanden dann die „Five Bagatelles for Solo Guitar“. Sie bilden heute einen wichtigen Teil des modern-zeitgenössischen Gitarrenrepertoires.

## Werke
- Opern
  - Troilus and Cressida (1950–1954; UA 1954; revidiert 1975–1976). Libretto: Christopher Hassall (1912–1963)
  - The Bear. Extravaganza (1965–1967; UA 1967). Libretto: Paul Dehn
- Ballette
  - The Wise Virgins (1940; Arrangement von Werken J. S. Bachs)
  - The Quest (1943)
- Sinfonien
  - Sinfonie Nr. 1 (b-Moll) (1932–1935)
  - Sinfonie Nr. 2 (1957–1960)
- Konzerte
  - Sinfonia concertante für Orchester und obligates Klavier (1926–1927; 1943 überarbeitet)
  - Violakonzert (1928–1929; 1961 überarbeitet)
  - Violinkonzert (1938–1939)
  - Cellokonzert (1956)
- weitere Orchesterwerke
  - Portsmouth Point. Ouvertüre (1925)
  - Siesta für kleines Orchester (1926)
  - Crown Imperial. Coronation March (1937)
  - Music for Children (1940)
  - Scapino. Comedy overture (1940)
  - Spitfire Prelude and Fugue (1942), aus der Filmmusik zu The First of the Few
  - Orb and Sceptre. Coronation March (1953)
  - Johannesburg Festival Overture (1956)
  - Partita (1957)
  - Variations on a Theme by Hindemith (1962–1963)
  - Capriccio burlesco (1968)
  - Improvisations on an Impromptu of Benjamin Britten (1969)
  - Sonata (1971–1972; Bearbeitung des Streichquartetts a-moll)
- Kammermusik
  - Klavierquartett (1918–1919; 1921 überarbeitet)
  - Duets for Children für Klavier (1940)
  - Erstes Streichquartett (1920–1922) arr. Christopher Palmer
  - Streichquartett a-moll (1945–1947)
  - Violinsonate (1949)
  - 2 Stücke für Violine und Klavier (1949–1950)
  - 5 Bagatellen für Gitarre (1972)
- Chorwerke mit Orchester und/oder Orgel
  - Belshazzar's Feast für Bariton, Chor und Orchester (1930–1931)
  - In Honour of the City of London für Chor und Orchester (1937)
  - Coronation Te Deum für Chor, Orchester und Orgel (1952–1953)
  - Gloria für Alt, Tenor, Bariton, Chor und Orchester (1961)
  - The Twelve für Chor und Orgel (1965)
  - Missa brevis für Chor und Orgel oder Orchester (1966)
  - Jubilate Deo für Chor und Orgel (1972)
  - Magnificat and Nunc Dimittis für Chor und Orgel (?)
- Chorwerke a cappella
  - A Litany (1916)
  - Make we joy now in this fest (1931)
  - Set me as a seal upon thine heart (1938)
  - Where does the uttered music go? (1946)
  - What cheer (1961)
  - All this time (1970)
  - Cantico del sole (1974)
  - King Herod an the Cock (1977)
- Werke für Solostimme
  - The Winds für Solostimme und Klavier (1918)
  - Tritons für Solostimme und Klavier (1920)
  - Façade für Sprecher und Instrumente (1921–1922; 1942 bearbeitet; daraus zwei Orchestersuiten)
  - Bucolic Comedies. 5 Lieder nach Edith Sitwell für Solostimme und Orchester (1924, zurückgezogen; 1932 drei Lieder bearbeitet für Solostimme und Klavier veröffentlicht)
  - Under the Greenwood Tree für Solostimme und Klavier (1936)
  - Anon. in Love. 6 Lieder für Tenor und Gitarre oder Orchester (1959)
  - A Song for the Lord Mayor's Table. sechs Lieder für Sopran und Klavier oder Orchester (1962)
- Schauspielmusik
  - The Son of Heaven (1925)
  - The Boy David (1936)
  - Macbeth (1941)
- Musik für den Rundfunk
  - Christopher Columbus (1942)

## Filmmusik
- 1935: Verlaß mich niemals wieder (Escape Me Never)
- 1936: Wie es Euch gefällt (As you like it)
- 1937: Träumende Augen (Dreaming Lips)
- 1939: Träumende Augen (Stolen Life)
- 1941: Major Barbara
- 1941: Die nächsten Angehörigen (The Next of Kin)
- 1941: Ein gefährliches Unternehmen (The Foreman went to France)
- 1942: The First of the Few
- 1942: Went the Day Well?
- 1944: Heinrich V.
- 1947: Hamlet
- 1955: Richard III.
- 1969: Luftschlacht um England (The Battle of Britain)
- 1970:  The Three Sisters